# Suur Munamägi
Suur Munamägi (dobesedno »Veliki jajčni vrh«) je najvišji vrh Estonije in vseh treh baltskih držav. Leži v okrožju Võru na jugovzhodu države v višavju Haanja, na območju istoimenske vasi.

## Višina
Nadmorska višina vzpetine je bila večkrat različno izmerjena. Topografska karta iz leta 1934 navaja višino 316,8 metra. Meritve v letih 1947–1960 so dale višino 318,1 metra. Leta 2013 je estonski zemljiški odbor izmeril vrh z metodo LIDAR in nameril 317,4 metra nadmorske višine.

## Stolpi na vrhu
V različnih obdobjih se je na vrhu izmenjalo 5 stolpov. Prvi opazovalni stolp so postavili leta 1812, ko je jugu Estonije pretila invazija Napoleonove vojske. Legenda govori, da so ga porušili, ker je begal ladje na morju.
Drugi stolp je leta 1870 na vrhu postavila tamkajšnja krčma. Osemmetrski stolp je bil med krajani priljubljen prvenstveno zaradi krčme. V njem je bilo prostora zgolj za 4 do 5 ljudi in drevesa so kmalu postala moteča. Tretji stolp je zrasel vrh drugega in ga povišal na 12 metrov.
Četrti, še vedno leseni stolp, ki je meril 17 metrov, je bil zgrajen leta 1925, ko je Estonija že bila samostojna država. Gradnja je trajala tri mesece. Okrožje Võru je uredilo dostopne poti, posekalo gozd in pred stolpom namestilo klopi. Izkazalo pa se je, da izbrani material ni primeren za stolp, okoliška drevesa pa so kljub višini stolpa zastirala pogled.
Gradnja petega, opečnatega in železobetonskega stolpa se je pričela leta 1939. Višina tega stolpa je znašala 25,7 metra. Stolp je bil dokončan junija istega leta, vendar je bila njegova otvoritev odložena zaradi izbruha druge svetovne vojne. Vojna stolpa ni močno poškodovala in leta 1955 je bil obnovljen. Posodobitev stolpa in ureditev okolice je izvedel njegov upravitelj, Spominski muzej F. R. Kreutzwalda.
Leta 1969 so izbočeni del stolpa zazidali in vgradili okna, na vrhu dozidali novo razgledno ploščad in odprt balkon. Z dozidavo je stolp dosegel višino 29,1 metra.
Nova temeljita nadgradnja stolpa je bila izvedena med avgustom 2004 in julijem 2005: dodani so bili dvigalo, kavarna, urejene so bile dostopne ceste in razsvetljava. Dela so stala 10 milijonov kron, ki so jih zbrali tudi s pomočjo donacij javnosti. Prenovljen stolp so slovesno otvorili 24. julija 2005.